# Équipe de France de football en 1973
Chronologie
Saison précédente Saison suivante
Cet article traite de l'année 1973 de l'équipe de France de football.

## Parcours de la France autour préliminaire de la coupe du monde de football 1974
L'équipe de France fut absente de la phase finale de la coupe du monde de football 1974, éliminée par l'URSS dans un groupe de qualification où figurait aussi la république d'Irlande et dont le vainqueur devait rencontrer le quatrième de la zone Amérique du Sud (en l'occurrence le Chili) en barrages aller-retour pour une place en Allemagne. Les Bleus étaient à l'époque en redressement après le long trou noir des années 1960, sous l'impulsion du sélectionneur Georges Boulogne et de cadres d'authentique valeur internationale tels que Georges Carnus, Marius Trésor, Serge Chiesa, ou Henri Michel, mais souffraient d'une inconstance notoire, d'un manque de rigueur défensive, et d'un mental insuffisamment rodé aux joutes du haut niveau. Après une belle victoire sur l'URSS (1-0) en ouverture à Paris, la France s'inclinait en Irlande (1-2) puis concédait bêtement le nul à domicile (1-1) face à ces mêmes Irlandais sur une grosse erreur défensive à sept minutes de la fin. Il fallait s'imposer à Moscou lors du dernier match, le 26 mai 1973, pour se qualifier. Georges Boulogne aligna pour l'occasion un 4-1-3-2 très défensif, misant sur les contres pour réaliser l'exploit face à une équipe soviétique de grande valeur dont l'ossature remporterait d'ailleurs la Coupe des Coupes deux ans plus tard avec le Dynamo Kiev. Tout resta possible pendant 80 minutes avant que Blokhine (81e) et Onichtchenko (84e) ne scellent le score (2-0) et le destin des Tricolores. L'URSS refusa par la suite de disputer le barrage retour au Chili de Pinochet pour raisons politiques et se vit logiquement mise hors compétition.
À l'été 73, la Fédération française de football fait un pont d'or à l'ex entraîneur de L'Ajax : Stefan Kovacs. Le roumain accepte mais se voit refuser le visa pour aller en France, il fallut des tractations et une intervention de Nicolae Ceaușescu pour permettre à l'oncle Stefan de faire son métier. En France, il parcourut le territoire en visitant les clubs pour parler aux entraineurs. Sa devise : « autant de rigolades pour ce qui est secondaire que de sérieux pour ce qui est important ». Il annonce : « Pour sélectionner un joueur, trois critères : sa classe internationale, son respect des consignes et sa forme du moment ». 35 pros joueront sous Kovacs.

## Les matchs
| Date             | Stade                          | Adversaire           | Score | Comp | Buteurs français                                      |
| 3 mars 1973      | Parc des Princes Paris, France | Portugal             | D 1-2 | A    | Molitor (36e)                                         |
| 19 mai 1973      | Parc des Princes Paris, France | République d'Irlande | N 1-1 | QCM  | Chiesa (78e)                                          |
| 26 mai 1973      | Stade Lénine Moscou, URSS      | Union soviétique     | D 0-2 | QCM  |                                                       |
| 8 septembre 1973 | Parc des Princes Paris, France | Grèce                | V 3-1 | A    | Jouve (9e), Berdoll (59e), Chiesa (72e)               |
| 12 octobre 1973  | Parkstadion Gelsenkirchen, RFA | Allemagne de l'Ouest | D 1-2 | A    | Trésor (82e)                                          |
| 16 novembre 1973 | Parc des Princes Paris, France | Danemark             | V 3-0 | A    | Bereta (57e), S. Larsen (78ecsc), Hervé Revelli (89e) |

À : match amical. QCM : Qualification Coupe du monde 1974

## Les joueurs
| Joueurs                                                   |     |     |     |     |     |     |
| Gardiens de but                                           |     |     |     |     |     |     |
| Georges Carnus (Olympique de Marseille)                   | 90  | 90  |     |     |     |     |
| Dominique Baratelli (OGC Nice)                            |     |     | 90  | 90  | 90  |     |
| Jean-Paul Bertrand-Demanes (FC Nantes) (1re sélection)    |     |     |     |     |     | 90  |
| Défenseurs                                                |     |     |     |     |     |     |
| Marius Trésor (Olympique de Marseille)                    | 90  | 90  | 90  | 90  | 90  |     |
| Jean-Paul Rostagni (Paris FC) (dernières sélections)      | 90  | 90  | 90  |     |     |     |
| Jean-Pierre Adams (Nîmes Olympique/OGC Nice)              | 90  | 90  |     | 90  | 90  | 90  |
| José Broissart (AS Saint-Étienne) (dernières sélections)  | 90  |     | 90  |     |     |     |
| Claude Quittet (OGC Nice) (dernières sélections)          |     | 90  | 90  |     |     |     |
| Raymond Domenech (Olympique lyonnais) (1re sélection)     |     | 90  |     |     |     |     |
| Bernard Gardon (FC Nantes) (1re et dernière sélection)    |     |     | 90  |     |     |     |
| Pierre Repellini (AS Saint-Étienne) (1re sélection)       |     |     |     | 90  | 90  | 90  |
| Jean-Claude Osman (FC Nantes) (1re et dernière sélection) |     |     |     | 90  |     |     |
| Dario Grava (OGC Nice) (1re et dernière sélection)        |     |     |     |     | 90  |     |
| Alain Merchadier (AS Saint-Étienne) (1re sélection)       |     |     |     |     |     | 90  |
| François Bracci (Olympique de Marseille) (1re sélection)  |     |     |     |     |     | 90  |
| Milieux                                                   |     |     |     |     |     |     |
| Henri Michel (FC Nantes)                                  | 90  | 90  | 90  |     | 90  | 90  |
| Michel Mézy (Nîmes Olympique) (dernières sélections)      | 85  |     | r45 |     |     |     |
| Jean-Noël Huck (OGC Nice) (8e sélection)                  | r5  |     |     |     |     |     |
| Jean-Michel Larqué (AS Saint-Étienne)                     |     | 61  |     |     |     |     |
| Serge Chiesa (Olympique lyonnais)                         |     | r29 | 90  | 90  | 90  | 75  |
| Roger Jouve (OGC Nice) (1re sélection)                    |     |     |     | 90  | 90  |     |
| Daniel Ravier (Olympique lyonnais) (uniques sélections)   |     |     |     | r13 |     | 80  |
| Claude Papi (SC Bastia) (1re sélection)                   |     |     |     |     |     | r10 |
| Attaquants                                                |     |     |     |     |     |     |
| Georges Bereta (AS Saint-Étienne)                         | 90  | 90  | 90  | 90  | 90  | 90  |
| Hervé Revelli (OGC Nice/AS Saint-Étienne)                 | 90  | 90  | 90  |     |     | 90  |
| Marc Molitor (RC Strasbourg/OGC Nice)                     | 75  |     |     | 90  | 65  |     |
| Georges Lech (Stade de Reims) (35e et dernière sélection) | 90  |     |     |     |     |     |
| Louis Floch (Paris FC) (dernières sélections)             | r15 | 90  | 45  |     |     |     |
| Marc Berdoll (SCO Angers) (1re sélection)                 |     |     |     | r33 | r25 |     |
| Christian Sarramagna (AS Saint-Étienne) (1re sélection)   |     |     |     | 77  |     | 90  |
| Bernard Lacombe (Olympique lyonnais) (1re sélection)      |     |     |     | 57  |     |     |
| Charly Loubet (OGC Nice) (35e sélection)                  |     |     |     |     | 90  |     |
| Patrick Revelli (AS Saint-Étienne) (1re sélection)        |     |     |     |     |     | r15 |